# Bacon Grabbers
Bacon Grabbers is een korte stomme film uit 1929 onder regie van Lewis R. Foster.

## Verhaal
Stan en Oliver zijn deurwaarders die bij een klant moeten langsgaan om een radio in beslag te nemen. Alleen is de klant erg lastig...

## Rolverdeling
| Acteur        | Personage                  |
| ------------- | -------------------------- |
| Stan Laurel   | Stan                       |
| Oliver Hardy  | Oliver                     |
| Edgar Kennedy | Collis P. Kennedy          |
| Jean Harlow   | Mrs. Kennedy               |
| Harry Bernard | Politieagent               |
| Eddie Baker   | Sheriff                    |
| Bobby Dunn    |                            |
| Charlie Hall  | Vrachtwagenchauffeur       |
| Sam Lufkin    | Man in kantoor van sheriff |